# Trigonella dasycarpa
Trigonella dasycarpa là một loài thực vật có hoa trong họ Đậu. Loài này được (Ser.) Vassilcz. miêu tả khoa học đầu tiên.